# Palatul de Vară din Beijing
Palatul de Vară (în chineză: 颐和园; pinyin: Yí Hé Yuán, Grădina Sănătății și Armoniei) este o grădină situată la 12 km de Beijing, în Republica Populară Chineză. Din 1998 este considerat Patrimoniul Comun al Umanității.
Palatul este situat în mijlocul unui extins parc de aproape 300 hectare, pe malul lacului Kunming. A fost în principiu construit în anul 1750 de împăratul Qianlong. În 1860 palatul a fost complet distrus de trupele franceze și britanice. A fost restaurat și împodobit de împărăteasa Cixi în anul 1899. Împărăteasa l-a folosit ca rezidență temporară din 1901, iar până în 1908 a fost sediul guvernului.
Majoritatea edificiilor care formează palatul sunt așezate între lacul Kunming și Colina Longevității Milenare.
Una dintre lucrările cele mai deosebite este Marele Coridor, o trecătoare cu acoperiș de mai mult de 750 m lungime. Împărăteasa a ordonat să se construiască acest coridor pentru a se putea mișca prin palat fără să fie afectată de vremea urâtă de afară. Tavanul coridorului este decorat cu peste 14 mii de picturi sau scene din istoria Chinei. La jumătatea coridorului se găsește Templul lui Buda Înmiresmat, construit pe Colina Longevității Milenare.
În Sala Yulan din Palatul de Vară a stat închis timp de peste 10 ani împăratul Guangxu, nepotul împărătesei Cixi, după încercarea de a face reforme în 1898 care nu au fost pe placul bunicii lui. Nu i se permitea nici un contact cu exteriorul, ferestrele și ușa erau blocate. Doar avea acces la un mic pridvor interior.

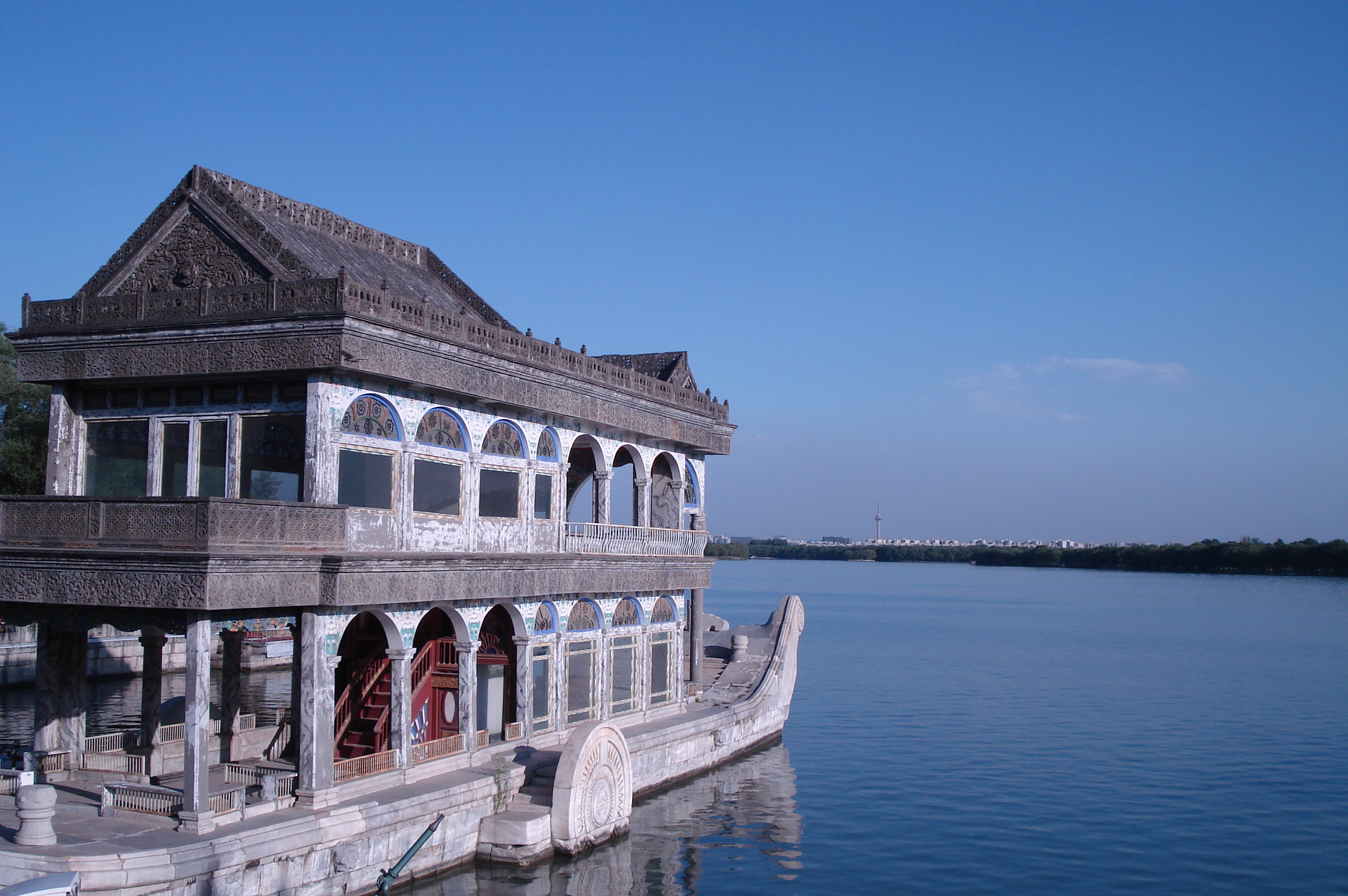
Vaporul de Marmură

De asemenea merită amintit și Vaporul de Marmură. Original a fost construit cu marmură și sticlă (în ziua de astăzi în mare parte este construit din lemn) și era folosit de Cixi pentru petreceri. Construcția acestei bărci a fost finanțată cu bugetul destinat pentru a renova marina imperială. Poporul chinez îl consideră un simbol de corupție.
Podul cu Șaptesprezece Arce este situat foarte aproape de insula Nanhu, în lacul Kunming. Are o lungime de 150 m și lățime de 8 m. Este decorat cu 540 lei sculptați în diferite poziții. Podul este o replică a podului Marco Polo situat la 15 km sud-est de Beijing.

## Legături externe
- Povești chinezești: marea grădină imperială – Palatul de Vară din Beijing, 28 iunie 2012, Claudia Moșoarcă, Descoperă - Travel